# Acanthacris
Acanthacris — род африканской саранчи из подсемейства Cyrtacanthacridinae семейства настоящих саранчовых. Ортотипом рода является Acanthacris ruficornis Fabricius, 1787.
Таксон описал Борис Петрович Уваров в 1924 году.
Вид Acanthacris ruficornis широко распространен по всей Африке и в некоторых частях Аравийского полуострова. В Европе он встречается только на юге Испании (провинции Кадис и Альмерия). Распространённость этого вида составляет около 14 850 км².

## Виды
Включает 4 вида:
- Acanthacris aithioptera Mungai, 1987
- Acanthacris deckeni Gerstaecker, 1869
- Acanthacris elgonensis Sjöstedt, 1932
- Acanthacris ruficornis Fabricius, 1787